# Райан, Нолан
Линн Нолан Райан младший (англ. Lynn Nolan Ryan, Jr., род. 31 января 1947 года) — американский профессиональный бейсболист, выступавший в Главной лиге бейсбола. В настоящее время является главным исполнительным директором клуба «Техас Рейнджерс».
За 27 лет в МЛБ он выступал за команды «Нью-Йорк Метс», Калифорния Энджелс, «Хьюстон Астрос» и «Техас Рейнджерс». В 1999 году он был включён в Бейсбольный зал Славы.
За карьеру в МЛБ его процент побед составил 52,6 %, он 8 раз участвовал в матчах всех звёзд МЛБ, а 5714 страйкаутов — являются рекордом МЛБ и он опережает ближайшего преследователя Рэнди Джонсона на 839 страйкаутов. Он также является рекордсменом МЛБ по количеству бэйс он боллов. Райан и Сэнди Коуфакс — единственные питчеры в МЛБ введённый в Бейсбольный зал Славы, которые сделали больше страйкаутов, чем сыграли иннингов. За Райаном закреплён номер в трёх разных командах: «Энджелс», «Астрос» и «Рейнджерс». Ни за одним игроком МЛБ, кроме Джеки Робинсона (за которым закреплён номер во всех командах МЛБ), не закреплён номер как минимум в трёх клубах.
За свою карьеру Райан сделал 7 ноу-хиттеров, что является рекордом МЛБ (на втором месте Сэнди Коуфакс с четырьмя). Нолан делит рекорд с Бобом Феллером по количеству уан-хиттеров — 12. Однако он ни разу не отыгрывал совершенную игру и ни разу не получал приз Сая Янга. Райан является одним из 29 игроков МЛБ, которые выступали в четырёх разных десятилетиях.

## Ранняя жизнь
Райан родился в Рефухио (штат Техас) и был в семье младшим из шести детей. Его родители Линн Нолан старший и Марта Ли Хэнкок Райан жили на ферме вблизи Вудсборо, а позже переехали в Элвин, когда ему было шесть недель. В детстве он любил бросать разные вещи в любые цели. Его отец думал, что бейсбол станет лучшим использованием его рук, поэтому всячески поощрял Нолана играть в бейсбол.
В девятилетнем возрасте Райан стал играть в бейсбольной Литтл лиге Элвина. В возрасте 11 и 12 лет он выбирался в сборные всех звёзд, а уже через несколько лет он сыграл первый ноу-хиттер в своей жизни. Кроме позиции питчера Райан также играл на других позициях.
В старшей школе Элвина Райан выступал за местную команду под руководством тренера Джима Уотсона. В выпускном классе он установил рекорд по количеству страйкутов.
В 1963 году во время игры старшей школы Элвина против школы Клир Крик, его приметил скаут «Нью-Йорк Метс» Ред Мурфф. Тренер Уотсон рассказал скауту, что некоторые отбивающие отказываются выходить на биту против него и что его подачи иногда ломают руки кэтчеров.

## Профессиональная карьера

### Нью-Йорк Метс (1966—1971)
В 1965 году после окончания школы Райан был выбран в 12 раунде на драфте МЛБ 1965 года клубом «Нью-Йорк Метс». После подписания контракта он был отправлен в клуб «Марион Метс» из низшей лиге Appalachian League. На следующий год он был приглашён в основную команду, став вторым самым молодым в лиге. Его первый страйкаут был выполнен против Пэта Джарвиса, а первый хоум-ран пропустил от Джо Торре.
Из-за болезней, травмы руки и службы в армии, Райан пропустил большую часть сезона 1967 года, отыграв всего 7 иннингов в фарм-клубе «Метс» в Джексонвилле. Он не выступал в главной лиге до 1968 года. Несмотря на свои быстрые фастболы, он не удавалось составить конкуренцию основным питчера команды Тому Сиверу и Джерри Кусману. Райан в основном выходил на позиции релиф-питчера и лишь изредка стартового.